# Loïc Attelly
Loïc Attelly est un escrimeur (fleurettiste) français né à Cambrai le 26 novembre 1977.

## Biographie
D'ascendance martiniquaise, il commence l'escrime en 1983, à l'âge de six ans, dans le club de sa ville natale. Il s'entraîne par la suite au Pôle France à l'INSEP, où il exerce également comme kinésithérapeute, et son club est le RCF Paris avec Patrice Menon pour maître d'armes. À compter de 1994, il fait partie de l'Équipe de France Sénior de fleuret entraînée par maître Stéphane Marcelin. 

## Caractéristiques physiques
- Droitier
- Taille : 1 mètre 78 centimètres
- Poids : 84 kilogrammes

## Palmarès
- Jeux Olympiques
  - 12e en individuel à Athènes en 2004

- Championnats du monde d'escrime
  - 2e en individuel et 1er par équipe en 2001
  - 2e par équipe en 2002
  - 1er par équipe en 2006

- Championnats d'Europe d'escrime
  - 2e en individuel en 1995
  - 3e par équipe en 2005

- Coupes du monde
  - 2e en individuel à Côme en 1995
  - 2e en individuel au CIP en 2001
  - 3e en individuel à Saint-Petersbourg en 2001
  - 3e en à Bonn en 2002
  - 2e par équipe à Espinho en 2003
  - 3e par équipe à La Corogne en 2004
  - 1er par équipe au CIP en 2005
  - 3e en individuel à Venise en 2006
  - 6e en individuel au CIP 2006

- Championnats du monde universitaires
  - 3e par équipe en 1999

- Championnats de France d'escrime
  - 1er en individuel en 2001
  - 3e en individuel en 2003